# 謎解音
《謎解音》是於2016年10月至12月播放的短篇日本電視動畫，每話10分鐘。
類型為解謎逃脫動畫。其動畫工作室位於立川市曙町，動畫中亦以立川市為舞台。
片尾曲畫面中設置了迷你謎題，解謎時需要在正篇動畫中尋找提示，可以到官方網站測試答案是否正確。

## 故事簡介
解音原本正為了即將來訪的客戶打掃會議室，沒想到周遭突然被光芒圍繞而無法從謎之空間「Quiz'n」出去！想要出去的話，心須按照奇怪生物的指示將謎題解開。解開謎題後可以暫時回到現實世界，然而解音不時會重新進入Quiz'n。

## 登場人物

### 主要人物
網野解音（聲：原奈津子）
廣告代理商「TEN2」的社長秘書。實際上是隱性動畫和特攝宅，處於Quiz'n中時會被強制Cosplay。
哈琴（聲：德井青空）
下半身處在帽子裡的謎樣生命體，位於謎之空間「Quiz'n」內。被解音叫作「豚八」，帶有的語尾。人類靈光乍現時結晶化的Q Stone正是牠所追求之物。
水上鄉華（聲：松井惠理子）
「TEN2」的接待人員，與解音同期。喜歡整理整頓。
山墨芳英（聲：八島莎拉拉）
「TEN2」的接待人員，與解音同期。能有效率地完成工作。
柳澤夏子（聲：佐佐木未來）
「TEN2」的接待人員。會將工作與私事劃分開來。本名是「久遠解代」。

### 其他人物
| 角色         | 原文名       | 聲優       | 登場話數     | 備註                  |
| ------------ | ------------ | ---------- | ------------ | --------------------- |
| 山崎港       |              | 田代哲哉   | 第1話        |                       |
| 蛙優         |              | 鎌田匠     | 第1話        |                       |
| 月山惠美子   |              | 寺田御子   | 第1、3話     |                       |
| 登照宮       |              | 根本流風   | 第1話        |                       |
| 上杉矢尚     |              | 田代哲哉   | 第2、7話     | 「TEN2」社長          |
| 川下駒造     |              | 橫田紘一   | 第2話        |                       |
| 闇元導演     |              | 八木隆典   | 第2話        |                       |
| 佐波畑優香   |              | aki        | 第2話        |                       |
| T-Mono-R2000 | T-Mono-R2000 | Hipo       | 第3話        | 多摩單軌的廣播聲      |
| 傑克·加達納  |              | 橫田紘一   | 第3、4話     |                       |
| 盛山弘       |              | 八木隆典   | 第3、4話     |                       |
| 阿邊貴紀     |              | 鎌田匠     | 第3、4話     |                       |
| 紺野七魅     |              | 小森未彩   | 第3、4話     |                       |
| 西河愛子     |              | 小野早稀   | 第3、4、9話  | 轉職為CINEMA CITY員工 |
| 篠原田色久   |              | 小島英樹   | 第5、6話     | 搬家公司業者          |
| 小見和正     |              | 鈴木愛奈   | 第5、6話     | 搬家公司業者          |
| 虎兒名劉子   |              | 齊藤佳央里 | 第5、6話     | 搬家公司業者          |
| 金河恩       |              | 佐藤實季   | 第6話        |                       |
| 虹鱒鯛       |              | 船越龍一   | 第6、9、10話 |                       |

| 角色       | 原文名 | 聲優       | 登場話數     | 備註                             |
| ---------- | ------ | ---------- | ------------ | -------------------------------- |
| 水上鄉琥   |        | 影山燈     | 第7、9－11話 | 《泉極志》的角色，水上鄉華的妹妹 |
| 寶川日向   |        | 新田惠海   | 第7－11話    | 《泉極志》的角色                 |
| 月夜野峰   |        | 有野郁     | 第7、8話     | 《泉極志》的角色                 |
| 真澤守     |        | 戶咲七海   | 第7話        | 《泉極志》的角色                 |
| 向山螢     |        | 藤崎結朱   | 第7、8話     | 《泉極志》的角色                 |
| 川龍       |        | 伊達忠智   | 第7、8話     | 哈琴騎乘的龍                     |
| 宮原健斗   |        | 船越龍一   | 第9話        | 職業摔角手                       |
| 秋山準     |        | 福士直也   | 第9話        | 職業摔角手                       |
| 播報員     |        | 田代哲哉   | 第9話        |                                  |
| Tiger勝飛  |        | 伊達忠智   | 第9話        |                                  |
| 山下良子   |        | 夏野菜緒   | 第9話        |                                  |
| 加糖優里   |        | 小松美惠   | 第11話       | 電影角色                         |
| 土當歸博士 |        | 船越龍一   | 第11話       | 電影角色                         |
| 土當歸穗君 |        | 小森未彩   | 第11話       | 電影角色，立川商工會議所吉祥物   |
| 土當歸媽媽 |        | 平流艾倫   | 第11話       | 電影角色                         |
| 土當歸小花 |        | 佐佐木李子 | 第11話       | 電影角色，立川商工會議所吉祥物   |
| 日野咲艾茵 |        | 村北沙織   | 第11話       | 偶像                             |
| 鷹柳江里亞 |        | 中川美優   | 第12話       |                                  |
| 田蚊野富子 |        | 鳥部萬里子 | 第12話       |                                  |

## 電視動畫

### 製作人員
- 原作、劇本統籌、導演：福士直也
- 劇本協助：長谷川優貴（日语：クレオパトラ (お笑い)）、裴勇潤（日语：増井歩）
- 解謎製作協助：森田貴則（Dream-Vision）
- 角色設計、色彩設計：高野瞳
- 小物設定：澤畑有香、近野菜奈子、杉山映未
- 美術設定：高柳江里菜、加藤優依
- 攝影：天狗工房、Raretrick
- CG導演：森天狗
- 音樂：籔中博章、闇天狗
- 音響演出、編輯：木村寬
- 音響製作：Pony Canyon Enterprise
- 製作人：中津川輝
- 動畫製作：天狗工房
- 製作：

### 主題曲
片頭曲「Dimension sky」
作曲、編曲：闇天狗，作詞、主唱：藤崎結朱
有三種不同段落的版本。第12話作插入曲用。
片尾曲「destiny」
作詞：藤崎結朱，作曲、編曲：闇天狗，主唱：aki a.k.a 出口陽
第12話未使用。
劇中歌
（第2、4、6、7、8、10話）
作詞、作曲：近藤薰，編曲：，主唱：松井惠理子
（第7話）
作詞：藤崎結朱，作曲、編曲：闇天狗，主唱：泉極娘-SENGOKU Girls
「STERNNESS」（第9話）
秋山準入場主題曲。
插入曲

作詞：赤天狗，作曲、編曲：闇天狗／赤天狗
皆在偶數話使用。

### 各話列表
| 話數 | 日文標題 | 中文標題                 | 劇本     | 分鏡                | 演出            | 作畫監督            |
| ---- | -------- | ------------------------ | -------- | ------------------- | --------------- | ------------------- |
| Q1.  |          | 先解開再來思考！         | 福士直也 | 福士直也            | 木村寬          | 八尾直              |
| Q2.  |          | 被盯上的Q Stone          | 福士直也 | 福士直也            | 木村寬          | 八尾直              |
| Q3.  |          | 交·通·工·具              | 福士直也 | 福士直也 藤原良二   | 木村寬          | 八尾直              |
| Q4.  |          | 謎題在自己以外？！       | 福士直也 | 福士直也 藤原良二   | 木村寬          | 八尾直              |
| Q5.  |          | 搬到立多CROSS            | 福士直也 | 福士直也 長谷川優貴 | 木村寬          | 八尾直              |
| Q6.  |          | Quiz'n突然之間…          | 福士直也 | 福士直也            | 木村寬          | 八尾直              |
| Q7.  |          | 令人不安又期待的員工旅行 | 福士直也 | 福士直也            | 木村寬          | 八尾直              |
| Q8.  |          | 泉極志是什麼？           | 福士直也 | 福士直也            | 木村寬          | 八尾直              |
| Q9.  |          | 渾身震顫的「極爆」       | 福士直也 | 福士直也            | 木村寬          | 八尾直              |
| Q10. |          | 開始成長了？！Q Stone    | 福士直也 | 福士直也            | 木村寬          | Prasearth Thongkhum |
| Q11. |          | 感動的最終問題！         | 福士直也 | 福士直也            | 木村寬          | Prasearth Thongkhum |
| Q12. |          | 嗯？！最終回將會如何！   | 福士直也 | 福士直也            | 福士直也 木村寬 | 高野瞳              |

### 播放電視台
日本深夜動畫：下文記載的日本国内播放時間使用日本標準時間（UTC+9）表示。因為部分時間标识會採用30小时制，因此請留意这类超过24:00的时间，其實際播放時間為翌日清晨。
| 播放日期                | 播放時間（UTC+9）               | 播放電視台 | 對象區域       | 備註           |
| ----------------------- | ------------------------------- | ---------- | -------------- | -------------- |
| 2016年10月5日－12月21日 | 星期三 22:20－22:30             | TOKYO MX   | 東京都         | 作品舞台所在地 |
| 2016年10月6日－         | 星期四 0:50－1:00（星期三深夜） | 栃木電視台 | 栃木縣         |                |
| 2016年10月6日－         | 星期四 23:30－23:40             | AT-X       | 日本全域       | CS放送／有重播 |
| 2016年10月12日－        | 星期三 0:50－1:00（星期二深夜） | BS富士     | 日本全域       | BS放送         |
| 2016年10月17日－        | 星期一 2:20－2:30（星期日深夜） | 西日本放送 | 岡山縣、香川縣 |                |

### 補充說明
1. ↑  本動畫的製作公司天狗工房的原作遊戲。

## 外部連結
- 電視動畫《謎解音》官方網站（日語）
- 電視動畫《謎解音》官方的X（前Twitter）（日語）